# Investigación espacial

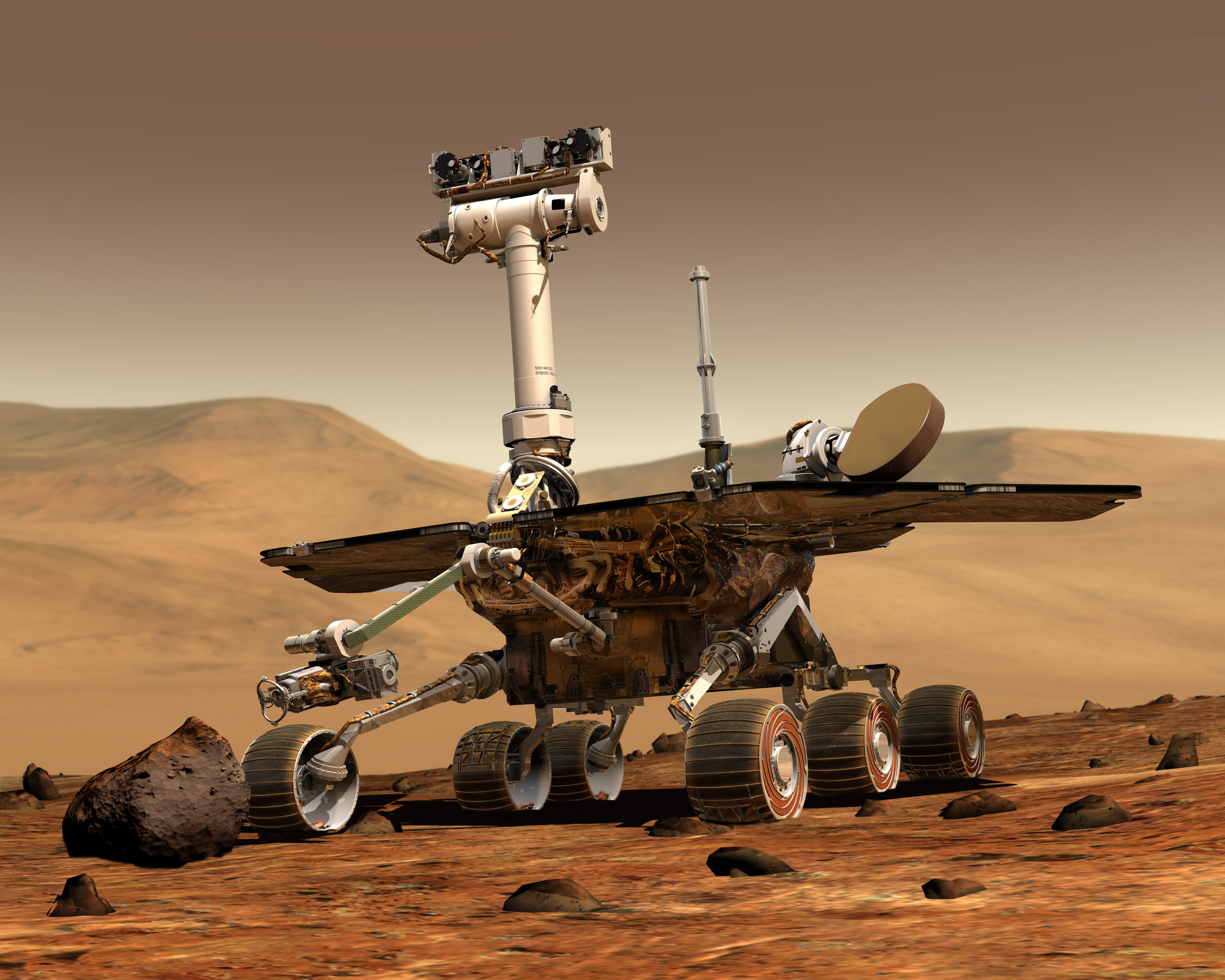
Una de las dimensiones de la investigación

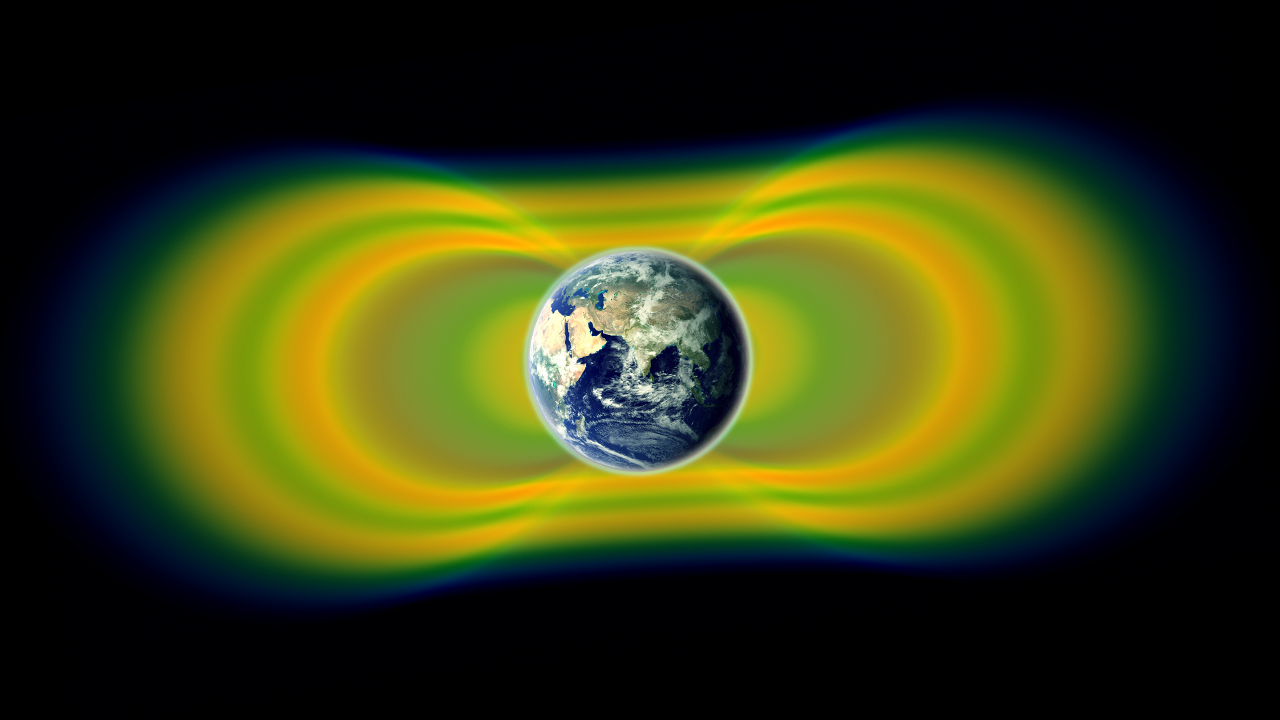
El primer gran descubrimiento científico realizado desde el espacio fueron los peligrosos cinturones de radiación de Van Allen

La investigación espacial es el estudio científico realizado en el espacio exterior y mediante el estudio del espacio exterior. Desde el uso de la tecnología espacial hasta el universo observable, la investigación espacial es un amplio campo de investigación. La ciencia de la Tierra, la ciencia de los materiales, la biología, la medicina y la física se aplican al entorno de la investigación espacial. El término incluye cargas útiles científicas a cualquier altitud, desde el espacio profundo hasta la órbita  de Laura ahumada terrestre baja, y se amplía para incluir la investigación con cohetes de sondeo en la atmósfera superior y los globos de gran altitud.
La exploración espacial es también una forma de investigación espacial.

## Historia

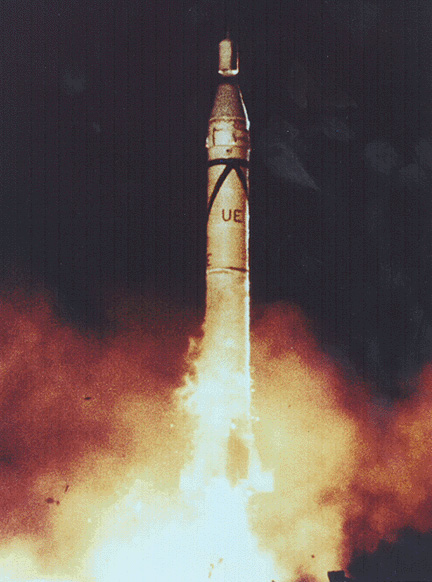
El primer satélite estadounidense fue el Explorer 1, cuyo lanzamiento se ve aquí, el 1 de febrero de 1958

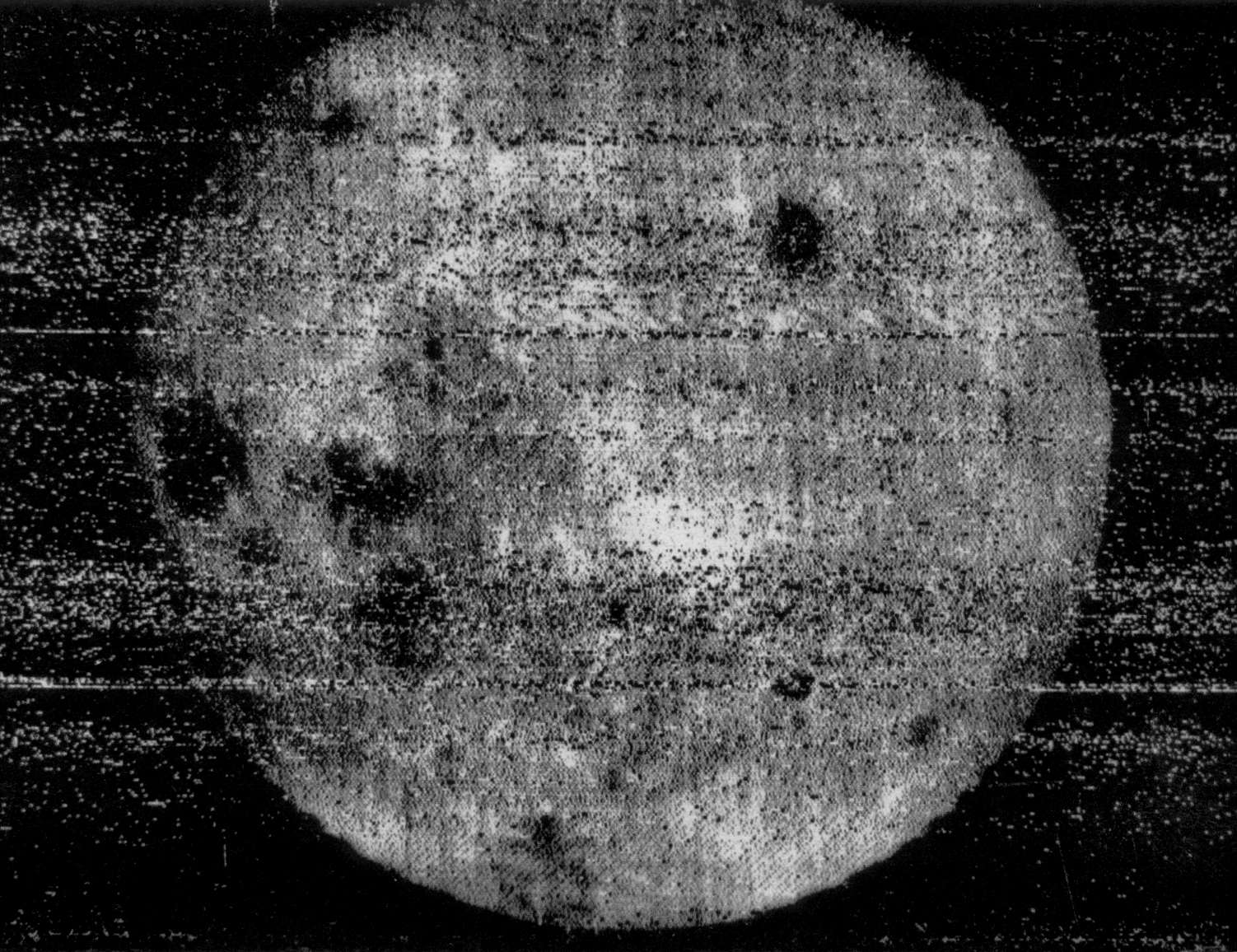
Primera imagen de la cara oculta de la Luna, enviada a la Tierra por la misión Luna 3

### Cohetes
Los cohetes chinos se utilizaban en ceremonias y como armamento desde el siglo XIII, pero ningún cohete superaría la gravedad terrestre hasta la segunda mitad del siglo XX. La cohetería con capacidad espacial apareció simultáneamente en los trabajos de tres científicos, en tres países distintos. En Rusia, Konstantin Tsiolkovsky, en Estados Unidos, Robert H. Goddard, y en Alemania, Hermann Oberth.
Estados Unidos y la Unión Soviética crearon sus propios programas de misiles. El campo de la investigación espacial evolucionó como investigación científica basada en el avance de la tecnología de cohetes.
En 1948-1949 los detectores de los cohetes V-2 detectaron los rayos X del Sol. Los cohetes de sondeo ayudaron a mostrar la estructura de la atmósfera superior. A medida que se alcanzaban mayores alturas, la física espacial se convirtió en un campo de investigación con estudios de las auroras terrestres, la ionosfera y la magnetosfera.

### Satélites artificiales
El primer satélite artificial, el Sputnik 1 ruso, fue lanzado el 4 de octubre de 1957, cuatro meses antes que el primero de Estados Unidos, el Explorer 1. El mayor descubrimiento de la investigación por satélite se produjo en 1958, cuando el Explorer 1 detectó los cinturones de radiación de Van Allen. La planetología alcanzó una nueva etapa con el programa ruso Luna, entre 1959 y 1976, una serie de sondas lunares que nos dieron pruebas de la composición química de la Luna, la gravedad, la temperatura, muestras del suelo, las primeras fotografías de la cara oculta de la Luna por Luna 3, y los primeros robots controlados a distancia (Lunokhod) que aterrizaron en otro cuerpo planetario.

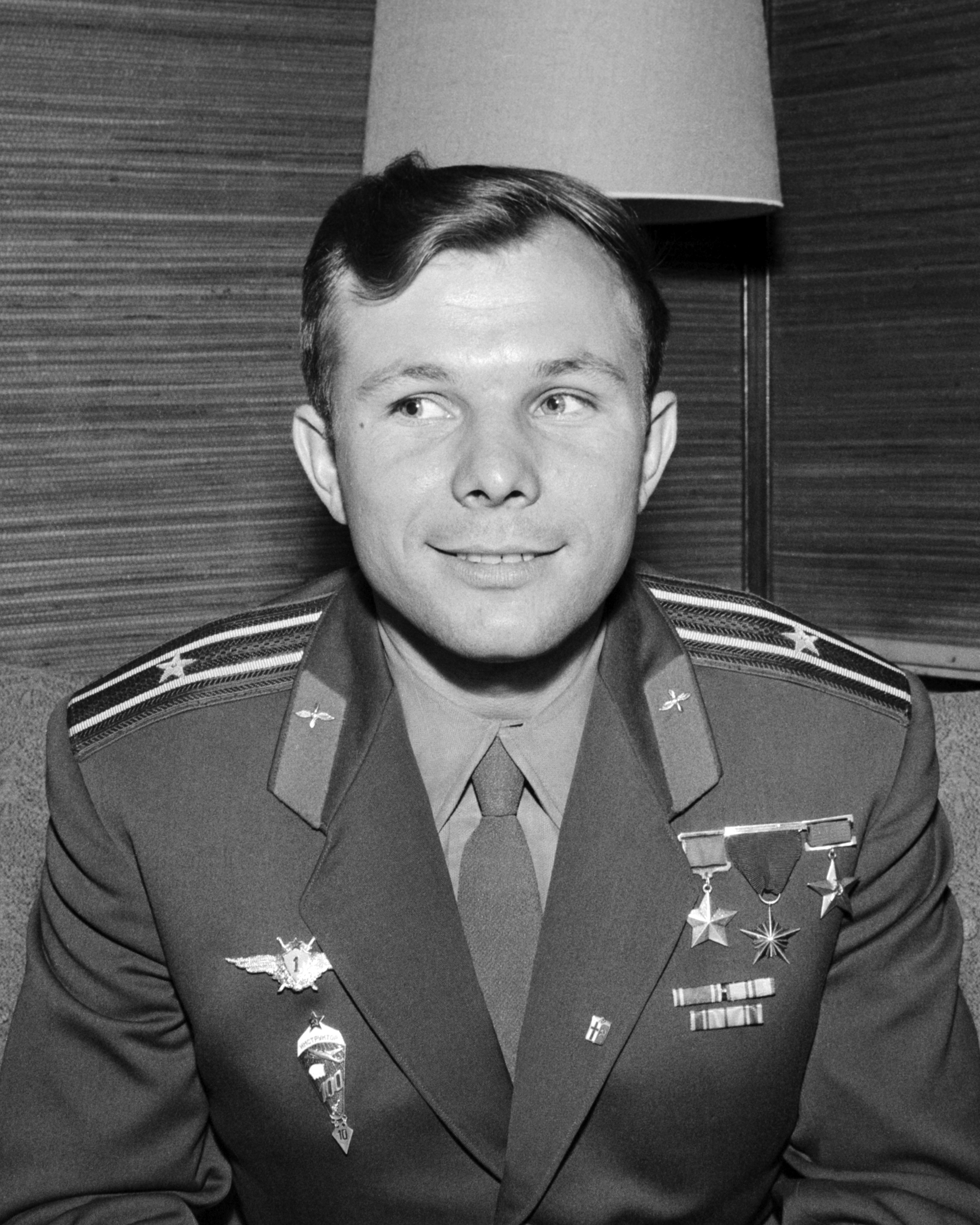
Yuri Gagarin fue el primer ser humano en viajar al espacio

### Cooperación internacional
Los primeros investigadores espaciales obtuvieron un importante foro internacional con la creación de la Comisión de Investigaciones Espaciales (COSPAR) en 1958, que logró un intercambio de información científica entre oriente y occidente durante la guerra fría, a pesar del origen militar de la tecnología de cohetes subyacente al campo de investigación.

### Astronautas
El 12 de abril de 1961, el teniente ruso Yuri Gagarin fue el primer ser humano en orbitar la Tierra, en el Vostok 1. En 1961, el astronauta estadounidense Alan Shepard fue el primer estadounidense en el espacio. Y el 20 de julio de 1969, el astronauta Neil Armstrong fue el primer humano en la Luna.
El 19 de abril de 1971, la Unión Soviética lanzó la Salyut 1, la primera estación espacial de duración considerable, una misión exitosa de 23 días, tristemente arruinada por los desastres de transporte. El 14 de mayo de 1973 se lanzó el Skylab, la primera estación espacial estadounidense, en un cohete Saturno V modificado. El Skylab estuvo ocupado durante 24 semanas.

### Extensión

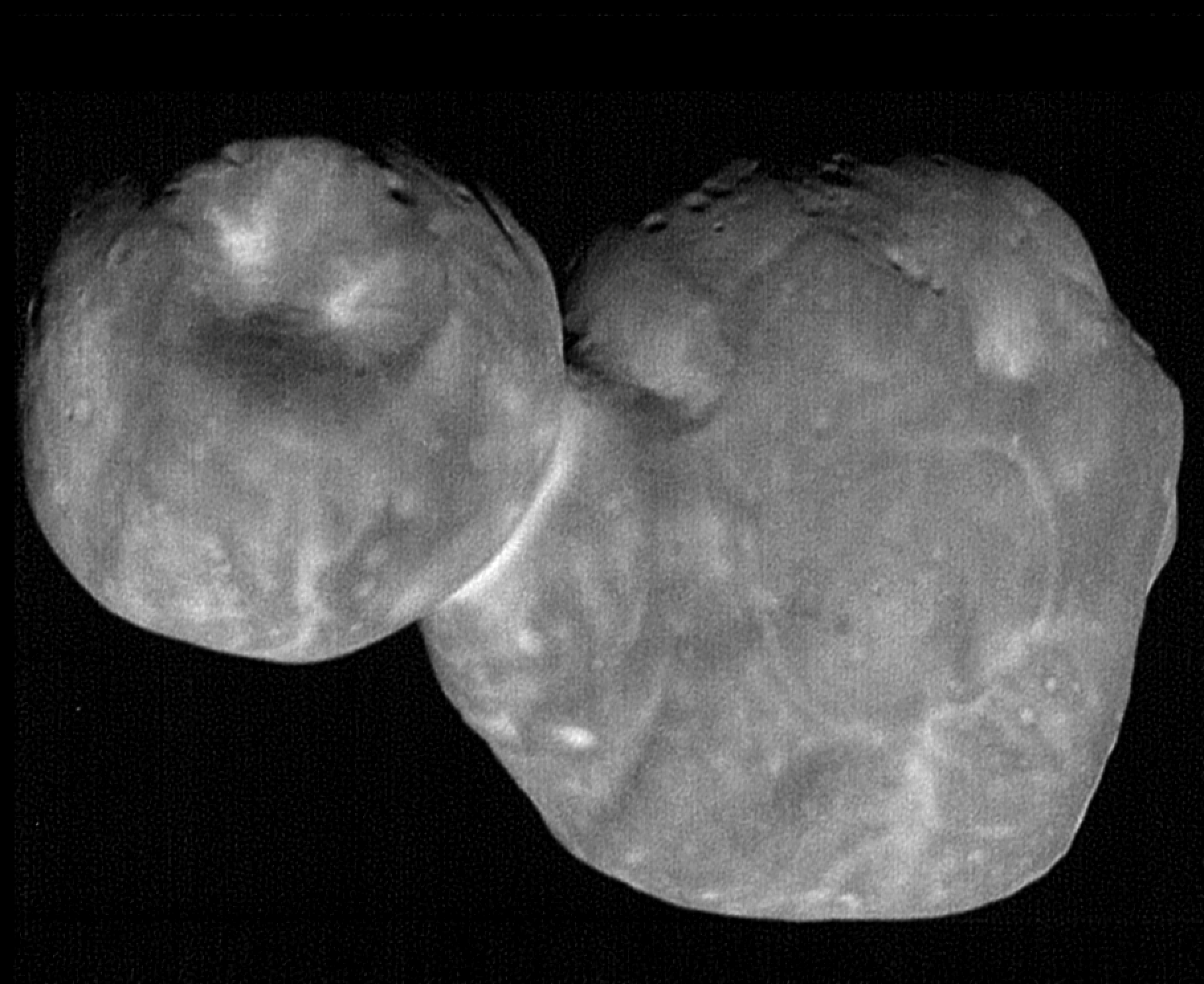
486958 Arrokoth es el objeto más lejano visitado por una nave espacial humana

486958 Arrokoth es el nombre del objeto más lejano y primitivo visitado por una nave espacial humana. Designado originalmente como "1110113Y" cuando fue detectado por el Hubble en 2014, la sonda New Horizons alcanzó el planetesimal el 1 de enero de 2019 tras una fase de maniobras de una semana. New Horizons detectó Ultima Thule a 107 millones de millas y realizó un total de 9 días de maniobras para pasar a 3.500 millas de la binaria de contacto de 19 millas de largo. Ultima Thule tiene un periodo orbital de unos 298 años, está a 4.100 millones de millas de la Tierra y más de mil millones de millas más allá de Plutón.

### Interestelar
La sonda Voyager 1 fue lanzada el 5 de septiembre de 1977 y voló más allá de los límites de nuestro sistema solar en agosto de 2012 hasta el medio interestelar. El objeto humano más alejado de la Tierra, las predicciones incluyen la colisión, una nube de Oort y el destino, "tal vez eternamente, de vagar por la Vía Láctea".
La Voyager 2 fue lanzada el 20 de agosto de 1977, viajando más lentamente que la Voyager 1 y alcanzando el medio interestelar a finales de 2018. La Voyager 2 es la única sonda terrestre que ha visitado los gigantes de hielo Neptuno y Urano.
Ninguna de las Voyager está dirigida a un objeto visible en particular, pero ambas siguen enviando datos de investigación a la Red de Espacio Profundo de la NASA a partir de 2019.
Se espera que dos sondas Pioneer y la sonda New Horizons entren en el medio interestelar en un futuro próximo, pero se prevé que estas tres hayan agotado la energía disponible antes de ese momento, por lo que no se puede confirmar con precisión el punto de salida. La predicción de la velocidad de las sondas es imprecisa al atravesar la heliosfera variable. Pioneer 10 se encuentra aproximadamente en el borde exterior de la heliosfera en 2019. New Horizons debería alcanzarlo en 2040, y Pioneer 11 en 2060.
Dos sondas Voyager han alcanzado el medio interestelar y se espera que otras tres se unan a esa lista.

## Campos de investigación
La investigación espacial incluye los siguientes campos de la ciencia:
- Observaciones de la Tierra, utilizando técnicas de teledetección para interpretar los datos ópticos y de radar de los satélites de observación de la Tierra
- Geodesia, utilizando las perturbaciones gravitacionales de las órbitas de los satélites
- Ciencias atmosféricas, aeronomía mediante satélites, cohetes de sondeo y globos de gran altitud
- Física espacial, estudio in situ de los plasmas espaciales, por ejemplo, las auroras, la ionosfera, la magnetosfera y la meteorología espacial
- Planetología, uso de sondas espaciales para estudiar objetos del sistema planetario
- Astronomía, utilizando telescopios y detectores espaciales que no están limitados por la observación a través de la atmósfera.
- Ciencias de los materiales, aprovechando la microgravedad de las plataformas orbitales
- Ciencias de la vida, incluida la fisiología humana, utilizando el entorno de radiación espacial y la ingravidez, así como el cultivo de plantas en el espacio
- Física, utilizando el espacio como laboratorio para estudios de física fundamental.

## Investigación espacial desde satélites artificiales

### Upper Atmosphere Research Satellite
Upper Atmosphere Research Satellite fue una misión dirigida por la NASA lanzada el 12 de septiembre de 1991. El satélite de 5.900 kg (13.000 libras) fue desplegado desde el transbordador espacial Discovery durante la misión STS-48 el 15 de septiembre de 1991. Fue el primer satélite multiinstrumental para estudiar diversos aspectos de la atmósfera terrestre y conocer mejor la fotoquímica. Tras 14 años de servicio, el UARS terminó su carrera científica en 2005.

### Programa de Grandes Observatorios

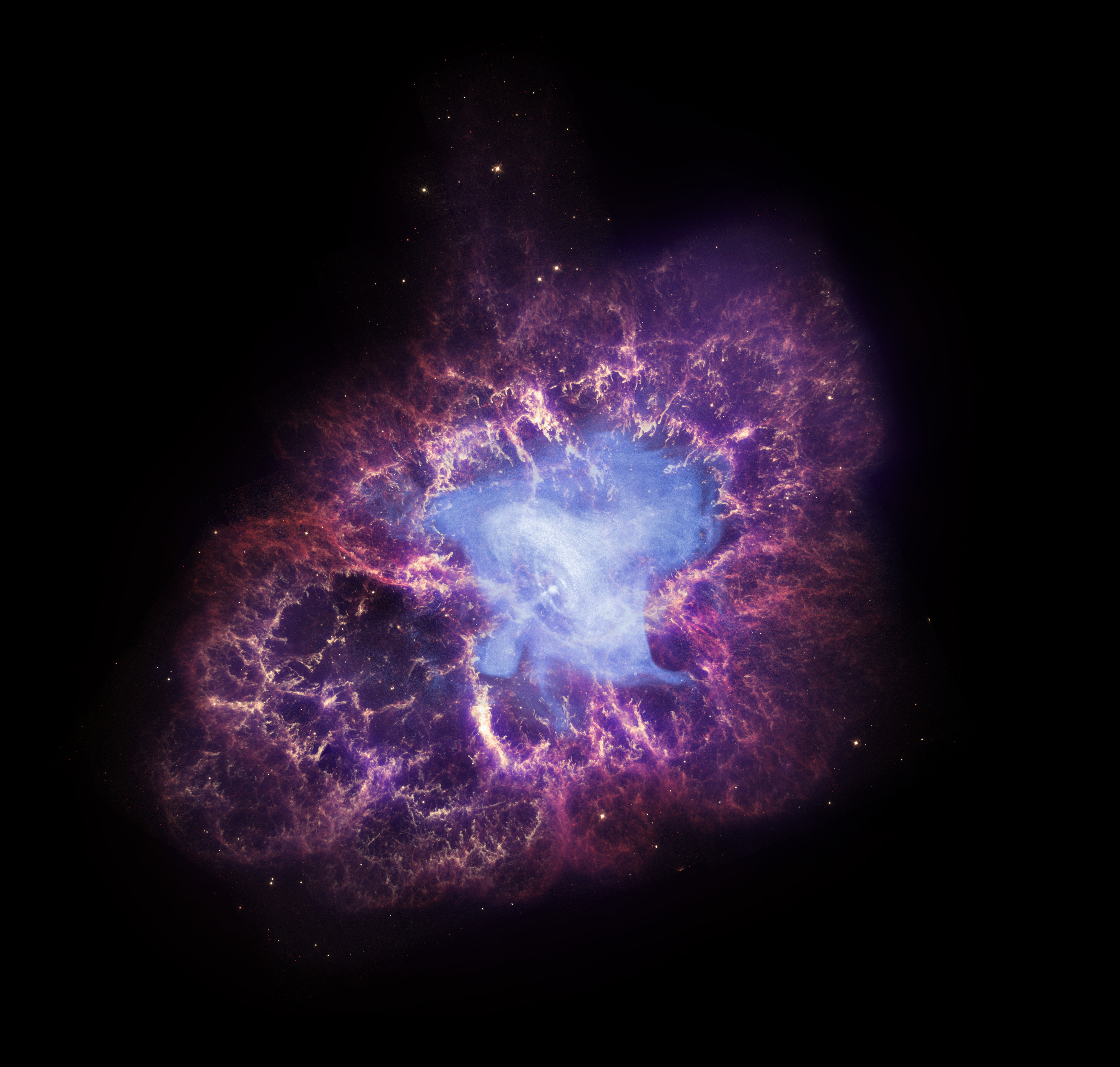
Los telescopios del programa Grandes Observatorios se combinan para mejorar los detalles en esta imagen de la nebulosa del Cangrejo

El programa Grandes Observatorios es el programa insignia de telescopios de la NASA. El programa Grandes Observatorios impulsa nuestra comprensión del universo con la observación detallada del cielo, basada en los rayos gamma, ultravioleta, rayos X, infrarrojo y visible, los espectros de luz. Los cuatro telescopios principales del programa Grandes Observatorios son: el Telescopio Espacial Hubble (visible y ultravioleta), lanzado en 1990, el Observatorio Compton de Rayos Gamma (gamma), lanzado en 1991 y retirado en 2000, el Observatorio Chandra de Rayos X (rayos X), lanzado en 1999, y el Telescopio Espacial Spitzer (infrarrojo), lanzado en 2003.
Los orígenes del Hubble, que lleva el nombre del astrónomo estadounidense Edwin Hubble, se remontan a 1946. En la actualidad, el Hubble se utiliza para identificar exoplanetas y dar cuenta detallada de los acontecimientos de nuestro propio sistema solar. Las observaciones en luz visible del Hubble se combinan con las de otros grandes observatorios para ofrecernos algunas de las imágenes más detalladas del universo visible.

### Laboratorio Internacional de Astrofísica de Rayos Gamma
INTEGRAL es uno de los observatorios de rayos gamma más potentes, lanzado por la Agencia Espacial Europea en 2002, y que sigue funcionando (a partir de marzo de 2019). INTEGRAL proporciona información sobre las formaciones cosmológicas más energéticas del espacio, incluyendo agujeros negros, estrellas de neutrones y supernovas. INTEGRAL desempeña un importante papel en la investigación de los rayos gamma, uno de los fenómenos más exóticos y energéticos del espacio.

### Pequeño Explorador de Gravedad y Magnetismo Extremo
El lanzamiento de la misión GEMS, dirigida por la NASA, estaba previsto para noviembre de 2014. La nave utilizaría un telescopio de rayos X para medir la polarización de los rayos X procedentes de agujeros negros y estrellas de neutrones. Investigaría los restos de supernovas, estrellas que han explotado. Desde los años 70 se han realizado pocos experimentos sobre la polarización de los rayos X, y los científicos prevén que GEMS abra nuevos caminos. La comprensión de la polarización de los rayos X mejorará los conocimientos de los científicos sobre los agujeros negros, en particular si la materia que rodea a un agujero negro está confinada, en un disco plano, en un disco hinchado o en un chorro. El proyecto GEMS se canceló en junio de 2012, al no poder cumplir los límites de tiempo y financiación. El objetivo de la misión GEMS sigue siendo relevante (a partir de 2019).

## Investigación espacial en estaciones espaciales

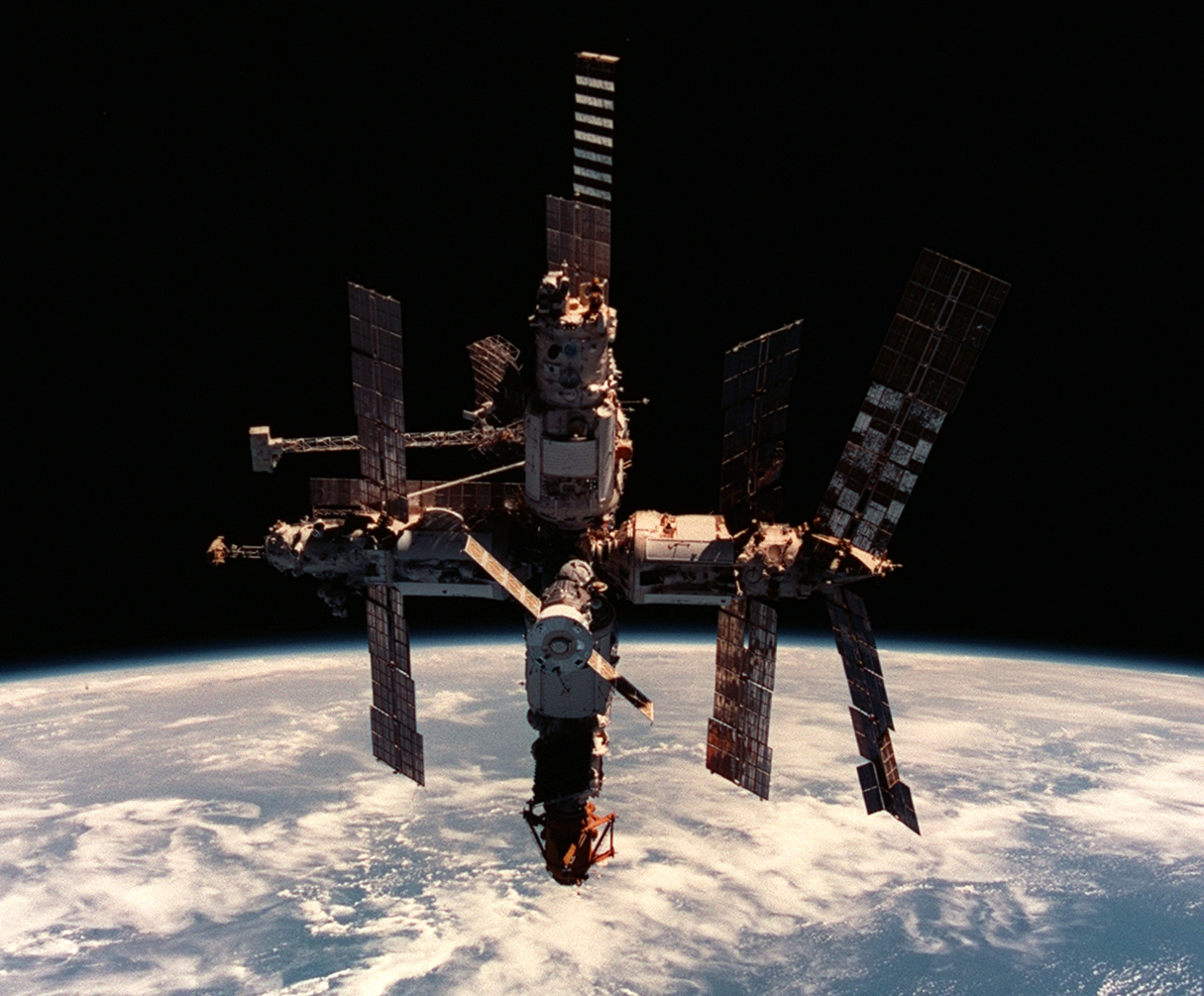
La estación soviética (luego rusa) Mir fue la primera estación habitada a largo plazo

### Salyut 1
Salyut 1 fue la primera estación espacial construida. Fue lanzada el 19 de abril de 1971 por la Unión Soviética. La primera tripulación no pudo entrar en la estación espacial. La segunda tripulación pudo pasar veintitrés días en la estación espacial, pero este logro se vio rápidamente eclipsado ya que la tripulación murió en la reentrada a la Tierra. La Salyut 1 se desorbitó intencionadamente a los seis meses de estar en órbita, ya que se quedó prematuramente sin combustible.

### Skylab
Skylab fue la primera estación espacial estadounidense. Era 4 veces mayor que la Salyut 1. El Skylab fue lanzado el 19 de mayo de 1973. Durante su tiempo de funcionamiento pasó por tres tripulaciones. Los experimentos del Skylab confirmaron la existencia de agujeros coronales y pudieron fotografiar ocho erupciones solares.

### Mir
La estación soviética (luego rusa) Mir, de 1986 a 2001, fue la primera estación espacial habitada a largo plazo. Ocupada en la órbita baja de la Tierra durante doce años y medio, la Mir sirvió de laboratorio permanente de microgravedad. Las tripulaciones experimentaron con la biología, la biología humana, la física, la astronomía, la meteorología y los sistemas de las naves espaciales. Los objetivos incluían el desarrollo de tecnologías para la ocupación permanente del espacio.

### Estación Espacial Internacional

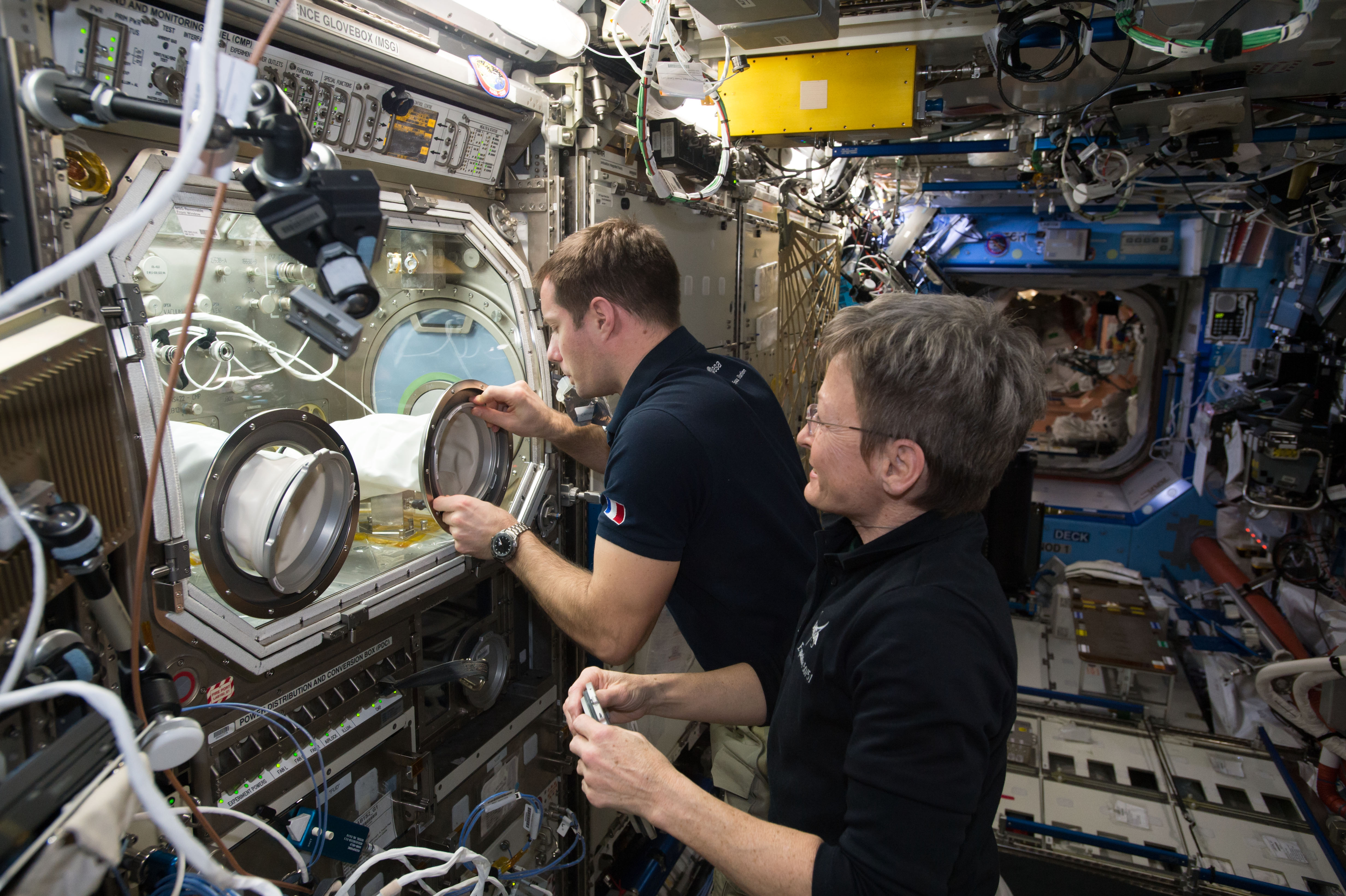
La Estación Espacial Internacional de hoy es una moderna instalación de investigación

La Estación Espacial Internacional recibió su primera tripulación en el marco de la misión STS-88, en diciembre de 1998, una misión de cooperación internacional de casi 20 participantes. La estación ha estado ocupada ininterrumpidamente durante 20 años y 240 días, superando el récord anterior, de casi diez años, de la estación rusa Mir. La ISS permite investigar en microgravedad y exponerse al entorno espacial local. Los miembros de la tripulación realizan pruebas relacionadas con la biología, la física y la astronomía, entre otras. Incluso el estudio de la experiencia y la salud de la tripulación hace avanzar la investigación espacial.

## Véase, también

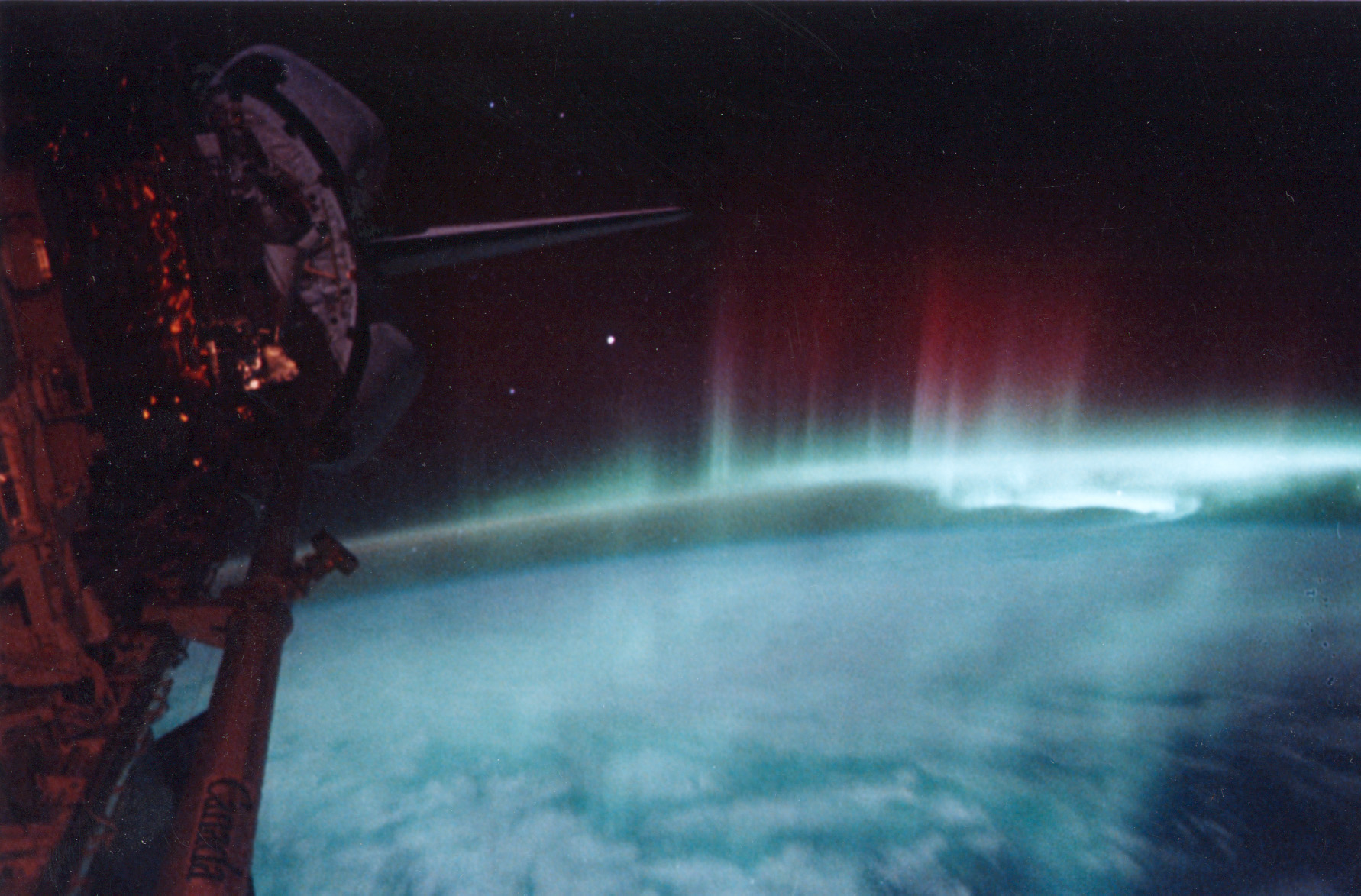
Vista del espacio desde la órbita terrestre

- Comisión de Investigaciones Espaciales
- Exploración del espacio profundo
- Espacio exterior
- Era espacial
- Arquitectura espacial
- Exploración espacial
- Derecho espacial
- Medicina espacial
- Sonda espacial
- Ciencia espacial